# Odyn

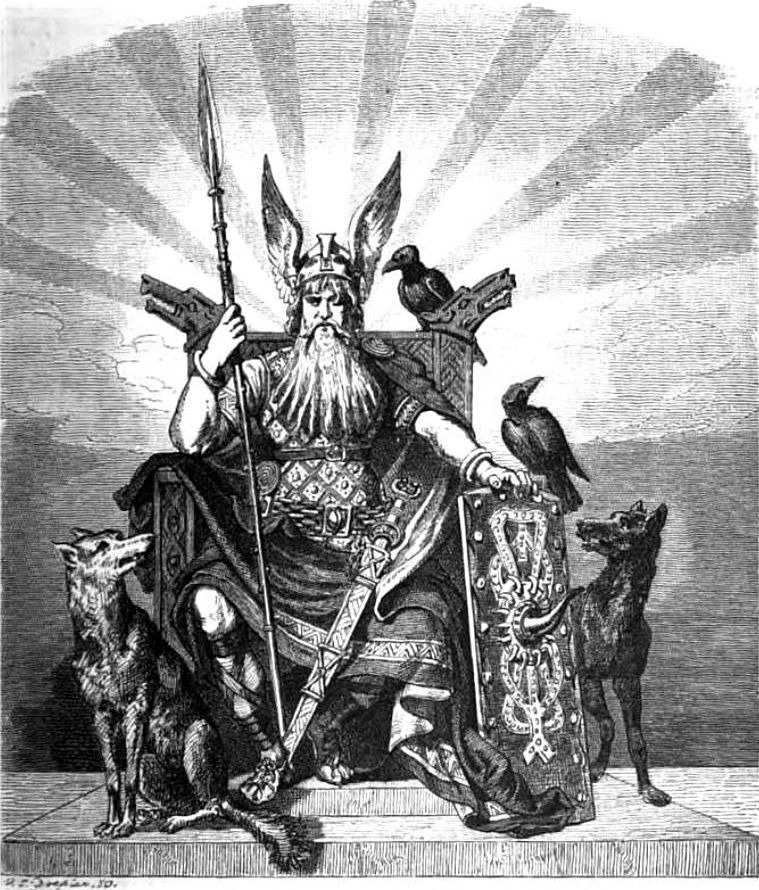

Odyn (Odin) – najwyższy z bogów nordyckich z dynastii Azów, bóg wojny i wojowników, ale także "wyjętych spod prawa", bóg szaman, bóstwo mądrości, władzy, poezji i magii. Centralna postać w mitologii nordyckiej. Mąż bogini Frigg i ojciec Thora. Całą trójkę bogów czczono w świątyni w Uppsali. Wraz z Freją przewodził poległym wojownikom w Walhalli. W mitologii germańskiej znany również jako Wodan lub Wotan. Współcześnie czczony przez neopogańskie Ásatrú.
Synem Odyna był również niezwykle urodziwy Baldur – wyjątkowo lubiany i podziwiany przez bogów za tak rzadkie cechy jak subtelność i delikatność, zginął wskutek intrygi, jaką uknuł zazdrosny i podstępny Loki. Innego syna, Thora, uważano natomiast za drugiego w hierarchii boga północnych Germanów. Mitologia wspomina też o młodszych synach: Widarze i Walim, którzy mieli sprawować władzę po śmierci ojca i brata, boga burzy Thora.

## Rodowód
Czasami uważa się, że pierwotnie Odyn był chtonicznym demonem, niewchodzącym w skład panteonu, który potem zdegradował Tyra i Thora. Odyn był najstarszym synem Borra i olbrzymki Bestli, wnukiem Búriego. Z tego samego związku przyszło na świat jego dwóch braci – Wili i We. Odyn był jednym z Asów, zwanym Alfödrem, Ojcem Bogów nazwany dopiero przez Snorriego Sturlussona w Eddzie Prozaicznej i pod wpływem chrześcijaństwa. Małżonką Odyna była Frigg. Jednym z dzieci Odyna i Jörd (ziemi, znanej także jako Fjórgyn, Hlodyna) był Thor. Do potomstwa Odyna zalicza się także Baldura, który przyszedł na świat ze związku z Frigg. Nie wiadomo kto był matką jego brata, Höda. Synem Odyna i olbrzymki Gunnlödy był Bragi. Śmiertelna kobieta o imieniu Rind urodziła Odynowi syna Waliego a Grid Widara. Edda Poetycka wymienia również Meiliego, Skjólda oraz Wólsunga wśród potomstwa Odyna. Kochanką Odyna była Freya.

## Twórca świata i ludzi
Był współtwórcą świata – według nordyckich mitów wraz ze swoimi braćmi, Wilim i We, wyrzeźbił świat z ciała pierwszego lodowego giganta, Ymira. Bracia zabili Ymira, zmęczeni rosnącą brutalnością jego i rzeszy olbrzymów, które spłodził. Następnie wrzucili jego ciało do pierwotnej otchłani Ginnungagap. Tak powstała Ziemia. Z kości olbrzyma utworzyli góry, z czaszki – niebo, z mózgu – chmury, z krwi – morze, rzeki i jeziora, z zębów – głazy, a z mniejszych kosteczek – karły, które miały odtąd zamieszkiwać ukryte i niedostępne miejsca Ziemi. Słońce i inne ciała niebieskie trzej bogowie stworzyli z iskry zabranej z królestwa ognia – Muspelheimu.
Odyn i dwaj inni bogowie stworzyli ludzi z pni znalezionych nad brzegiem morza, nadając im własny, tyle że pomniejszony kształt. Z mocnego pnia jesionowego powstał mężczyzna, z delikatnego, jasnego pnia olchy – kobieta. Otrzymali imiona Jesion i Olcha. Zanim powstali ludzie, żył już charakterystyczny dla mitologii germańskich ród karłów oraz rozmaitych trolli, elfów, koboldów, czasem złych i podstępnych, a czasem mądrych i pracowitych. Odyn ulitował się nad robactwem wypełzającym z prochów martwego Ymira i zmienił je właśnie w karły, żyjące odtąd w skalnych rozpadlinach i pieczarach, z dala od słońca (Swartalfheim).

## Atrybuty i symbole
Jednym z przydomków Odyna jest Yggr lub Ygg (Straszliwy). Przydomek ten stanowi część nazwy Yggdrasil odnoszącej się do „Drzewa Świata”, na którym znajdowały się Asgard, Midgard, Utgard i Hel. Atrybutami Odyna są kruk, wilk i włócznia. Posiada dwa kruki – Hugin (Myśl) i Munin (Pamięć), które codziennie przynoszą mu informacje, co się dzieje w dziewięciu światach – i dwa wilki – Geri i Freki (Zachłanny i Srogi), które żywią się mięsem ze swego talerza w Walhalli. Odyn zasiada na tronie Hlidskjalf, z którego widać wszystko, co dzieje się w dziewięciu światach. Z mitów wynika, że Odyn często zmieniał swoją fizyczną postać, "zostawiał swoje ciało jak martwe" i będąc w szamańskiej ekstazie jako wilk, orzeł lub inne dzikie zwierzę podróżował do odległych krain. Na wizerunkach przedstawia się go przeważnie jako dobrze zbudowanego mężczyznę w średnim wieku, z długimi, kręconymi włosami i długą, gęstą brodą. Jeden oczodół Odyna jest pusty po tym, jak oddał oko za wodę ze źródła mądrości.
Włócznia Odyna – Gungnir – przynosiła zwycięstwo stronie, po której walczyła w bitwie. Pierścień Draupnir stanowił znak obfitości i bogactwa. Jego wykonanie Odyn zawdzięcza karłom Sindriemu i Brokkowi. W geście rozpaczy rzucił pierścień na stos pogrzebowy swojego syna Baldura, który później zwrócił go z Helheimu poprzez Hermoda.
Symbolem Odyna jest krzyż umieszczony w okręgu, znany jako krzyż słoneczny oraz trzy złączone trójkąty tworzące symbol poległych wojowników – Valknut.

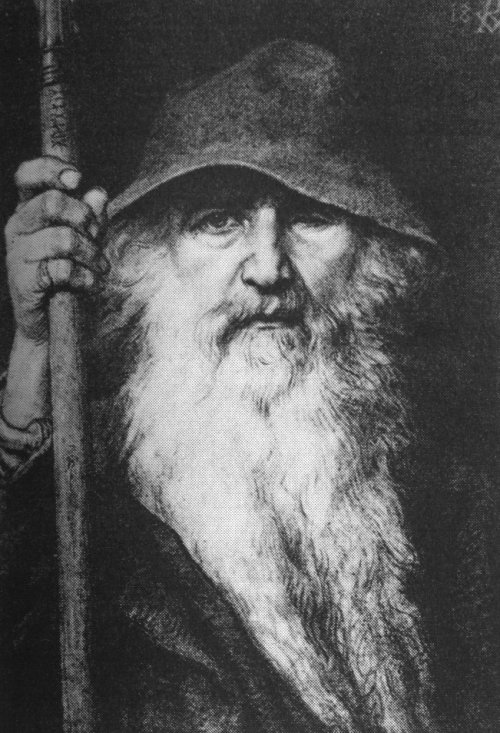
„Odyn wędrowiec” – Georg von Rosen

## Samoofiara Odyna
Odyn odznacza się prawdziwą mądrością – by ją posiąść, powiesił się na drzewie Yggdrasil na dziewięć dni, przebity własną włócznią, przez co nauczył się osiemnastu magicznych pieśni i dwudziestu czterech run. Następnie poświęcił jedno oko, dając je Mimirowi w zamian za napicie się z jego studni wiedzy.
| Edda starsza o samoofierze | O stworzeniu run |
| --- | --- |
| Wiem, że wisiałem na wiatrem owianym drzewie Przez dziewięć nocy, Oszczepem zraniony, Odinowi ofiarowany Sam sobie samemu. Na tym drzewie, o którym nikt nie wie, Z jakich wyrasta korzeni. Chlebem mnie nie nakarmiono, ni napojem z rogu, Wypatrywałem ku dołowi, Przyjąłem runy – wołając przyjąłem, Spadłem potem stamtąd | Wtedy zacząłem dojrzewać i rozumieć I rosnąć i mężnieć Słowa mi ze słów słowa stwarzały – Czyny mi z czynów czyny stwarzały Runy otrzymasz i czytelne znaki Bardzo wielkie runy Bardzo mocne runy Co Olbrzym Śpiewak zabarwił a bogowie stworzyli I boski run Głosiciel rytował Alswidr – Olbrzymom, a ludzkiemu pokoleniu – Ja sam runy kreśliłem. |

Inny mit obrazujący pragnienie wiedzy, które charakteryzowało Odyna, dotyczy Miodu Skaldów. By go zdobyć, Odyn posunął się do kradzieży. Miód Skaldów był cudownym napojem, powstałym ze zmieszania krwi mądrego Kvasera, zamordowanego przez dwóch złośliwych krasnoludów Flajara i Galara, ze zwykłym miodem. Jego wypicie dawało mądrość i dar poezji. Odyn wykradł go gigantowi Suttungowi, który wcześniej odebrał napój wspomnianym karłom. By tego dokonać, bóg przybrał postać węża, i tak wśliznął się do jaskini, gdzie olbrzym przechowywał miód, powierzywszy go opiece swojej córki – Gunnlod. Odyn uwiódł ją, a zakochana olbrzymka pozwoliła mu wypić cały napój. Następnie zamienił się w orła i odleciał do Asgardu. Jednak trudno mu było lecieć z takim ciężarem w żołądku, więc po drodze wylewał dziobem nadmiar cennego płynu prosto do naczyń, które przygotowali bogowie. Eliksir zapewnił bogom i ludziom natchnienie. Dzięki niemu narodziła się poezja. W Asgardzie wypluł miód do dzbanów przygotowanych na jego powrót. Ze związku z Gunnlod począł się bóg poezji i wędrownych skaldów – Bragi, którego Odyn chętnie przyjął w Asgardzie chcąc przez to wynagrodzić pozostawienie brzemiennej olbrzymki.
Skandynawska poezja z dumą i patosem sławiła czyny wojowników walczących i ginących w bitwach. Sam Odyn mówił poetyckim językiem, a wypowiadane przez niego zdania układały się w rymy. To właśnie Odynowi przypisuje się odkrycie pisma runicznego i odkrycie jego magicznej mocy. Swą mądrość wykorzystywał przy czynieniu czarów, rozwiązywaniu zagadek – miał dar poznawania ludzkich myśli.

## Sfery aktywności
Jest bogiem wojowników i ich przywódców – cechowała go gwałtowność, ale również spryt i przebiegłość na polu walki. Zmarłych w boju wojowników Walkirie prowadziły do jego domu w Asgard – Walhalli, gdzie oczekiwali z nim ostatniej bitwy przy końcu świata, znanym Ragnarök – dzień Zmierzchu Bogów. Bóg zapraszał zmarłych wojów na wspaniałe uczty, na których mogli do woli bawić się i częstować mięsem pieczonego dzika i piwem. Po uczcie szli do ogrodu, by zmierzyć swoją siłę i spryt w pojedynkach, podczas których żadnemu z wojowników nie miała prawa wydarzyć się fizyczna krzywda. Dzięki łaskawości Odyna spełniało się największe marzenie wojowników – mogli cieszyć się dźwiękiem mieczy i włóczni, bić się i ranić, wiedząc, że im samym nic się nie stanie i po walce wrócą do pałacu, by znów zasiąść do stołu.

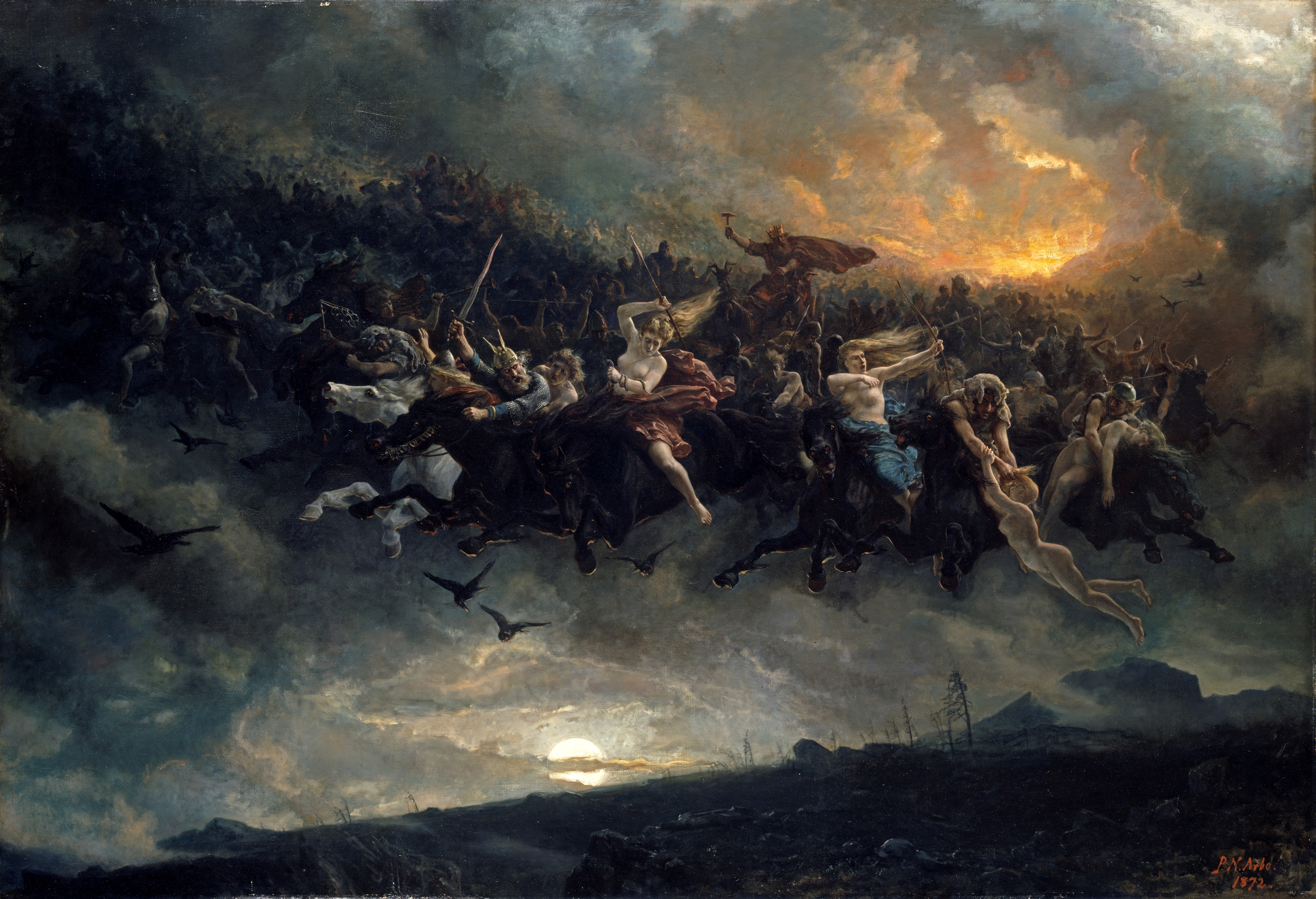
Występujący pod wieloma postaciami bóg Odyn z mitologii nordyckiej, dosiadający swego ośmionożnego rumaka, Sleipnira, był – szczególnie w Skandynawii – mocno powiązany i kojarzony z Dzikim Łowem. On i bogini Frigga byli jego stałymi uczestnikami i zwano ich Dzikimi Łowcami, co było kolejnym atrybutem i przydomkiem dla obojga.

Według niektórych podań córkami Odyna są Walkirie, które zbierają dla niego połowę wojowników poległych w bitwie. Odyn przebiera się czasem za swego niepozornego sobowtóra Oda, aby nikt go nie rozpoznał. W tej postaci ożenił się z Freją na jedną noc, a potem uciekł. Odyn posiada ośmionogiego konia, Sleipnira, zdolnego podróżować poprzez światy (Asgard, Midgard, Niflheim). Koń został mu podarowany przez Lokiego, boga oszustw i ognia.
Na magiczną włócznię Odyna składano przysięgi, wierząc, że kto ich nie dotrzyma, zostanie trafiony przez nigdy nie chybiającą boską broń. Składano mu ofiary z ludzi, wieszając ich na drzewach – na pamiątkę pokuty poniesionej na Yggdrasilu – palono lub przebijano włócznią np. gdy wikingowie najechali francuskie miasto Nantes w 842, powiesili tam tysiące ludzi, dotrzymując obietnicy złożonej Odynowi.
Do pierwotnego zakresu obowiązków Odyna jako boga wiatru, przewodnika dusz pędzących w powietrzu nawiązuje podanie o Dzikim Łowie. Jeden z opisów tego zjawiska zawiera Old English Chronicle, która pod rokiem 1127 mówi, że pewnej nocy wielu ludzi obserwowało myśliwych na niebie:
Byli oni czarni, ogromni i ohydni, jechali na czarnych koniach i na czarnych kozłach, a ich psy myśliwskie, czarne jak węgiel, miały straszne ślepia, wielkie jak spodki. Można to było widzieć w parku miasta Peterborough i we wszystkich lasach jakie rozciągają się od tego miasta do Stamford. Przez całą tę noc mnisi słyszeli ich odgłosy i grę na rogach.
Od jego imienia pochodzi nazwa środy w języku duńskim, norweskim, szwedzkim i angielskim (Onsdag, Wednesday = ‘dzień Odyna/Wodana’).

## Wizerunki Odyna z epoki
- Brązowa płytka jako ozdoba hełmu znaleziona w Torslunda w wykopaliskach z okresu kultury wendelskiej z VII w. Przedstawia tańczącego jednookiego mężczyznę w hełmie z pseudorogami uzbrojonego w miecz i laskę. W rzeczywistości elementy przypominające rogi to dwa kruki, atrybuty Odyna – Huginn i Muninn. Obok niego stoi innym mężczyzna przyodziany w wilczą skórę.
- Kamień „obrazowy” z Alskög w gminie Tjängvide w Gotlandii z IX w. przedstawia jeźdźca na ośmionogim koniu z rogiem w ręku, przed którym stoi prawdopodobnie walkiria też z rogiem w dłoni.
- Kamień z Hornhausen koło Magdeburga z pocz. VIII w. przechowywany w muzeum w Moguncji. Przedstawia jeźdźca uzbrojonego we włócznię, okrągłą tarczę i miecz. Nie ustalono do końca, czy to Wodan, czy też zmarły wojownik.

## Neopoganizm (nowy ruch religijny)
- W 1973 John Gibbs-Bailey i John Yoewell utworzyli w Anglii stowarzyszenie noszące nazwę Committee for the Restoration of the Odinic Rite lub Odinist Committee. Yoewell w swoich młodzieńczych latach był członkiem Brytyjskiej Unii Faszystów. W 1980 organizacja zmieniła swoją nazwę na The Odinic Rite po tym jak zyskała duże uznanie i wiarę w odbudowę kultu Odyna.
- Współczesne organizacje Ásatrú wyznają Odyna wraz z innymi członkami panteonu Azów.

## Przydomki
- Alford/Alfadhir – Ojciec Bogów, Wszechojciec
- Atrir – Jeździec
- Walfadr – Ojciec Poległych
- Weratyr – Pan mężów
- Bilejgr – Chytrooki
- Blindi – Ślepy
- Balejgr – Płonącooki, Fałszywie patrzący
- Glapswidir – Szybki w podstępie
- Gondlir – Ten z magiczną laską
- Fjolswir – O rozległej mądrości
- Farmatyr – Bóg ładunku na statku
- Hangagod – Bóg wisielców
- Haptagod – Bóg więźniów
- Farmagod – Bóg przewoźników
- Harr – Wysoki
- Oski – Dawca życzeń
- Grimr – W masce
- Sidor – Ojciec zwycięstw
- Sigford – Ojciec zwycięstwa
- Swipall – Przebrany, Kapryśny
- Hnikarr – Ognisty
- Widurr – Niszczyciel
- Yggr/Ygg – Straszliwy, Przerażający
- i inne ekenames (nazwy) w zależności od tego co robił. Snorri Sturluson naliczył ich łącznie 49.

## Inne wersje imienia
- Odhinn
- Odin
- Oden (szwedzkie)
- Woden (anglosaskie)
- Wuotan
- Wotan
- Wodan
- Hlódyn[wymaga weryfikacji?]